# Zeitverwendungserhebung
Die Zeitverwendungserhebung (ZVE) ist eine repräsentative amtliche Befragung von Haushalten in Deutschland. Sie wird rund alle zehn Jahre durchgeführt. Durch die ZVE erfährt man, wie viel Zeit Menschen für welche Aktivitäten aufwenden und wann sie im Tagesverlauf diesen Tätigkeiten nachgehen.

## Geschichte
Die ZVE wurde in Deutschland erstmals 1991/92 durchgeführt, damals noch unter der Bezeichnung Zeitbudgeterhebung (ZBE). Die nächste Erhebung fand 2001/02 ebenfalls unter der Bezeichnung ZBE statt. Bei der dritten Erhebung in den Jahren 2012/13 wurde der Name in "Zeitverwendungserhebung", kurz ZVE, geändert.
Rechtsgrundlage für diese ersten drei Erhebungen war jeweils § 7 (Erhebungen für besondere Zwecke) des Gesetzes über die Statistik für Bundeszwecke (Bundesstatistikgesetz, BStatG).
Für die weitere Erhebung war eine neue gesetzliche Grundlage notwendig, da das BStatG § 7 nur die Erfüllung eines kurzfristig auftretenden Datenbedarfs regelt. Eine regelmäßige ZVE bedarf einer eigenen Rechtsgrundlage. Diese wurde mit dem Gesetz über die statistische Erhebung der Zeitverwendung (Zeitverwendungserhebungsgesetz, ZVEG) geschaffen. Das ZVEG ist am 1. Juli 2021 in Kraft getreten. Damit ist die regelmäßige Durchführung der ZVE ab 2022 gewährleistet.

## Zweck der Befragung
Die ZVE gibt Aufschluss darüber, wie Personen in unterschiedlichen Bevölkerungsgruppen und Haushaltskonstellationen ihre Zeit auf verschiedene Lebensbereiche und Aktivitäten verteilen. Damit macht die ZVE vor allem den Umfang unbezahlter Arbeit (z. B. Haushaltsführung, Kinderbetreuung, Pflege von Angehörigen, Ehrenamt) von Männern und Frauen in allen Generationen sichtbar. Dies ergänzt die klassischen Volkswirtschaftlichen Gesamtrechnungen, die bei der Berichterstattung zu Wertschöpfung und Wohlstand die unentgeltlichen Leistungen der privaten Haushalte nicht einbeziehen. Zudem zeigen die ZVE-Daten auch die Arbeitsteilung und Belastung innerhalb der Familie sowie den Alltag von Kindern, Jugendlichen und Erwachsenen in unterschiedlichen Lebenslagen.
Das Datenmaterial bietet sich vor allem als Grundlage für frauen- und familienpolitische Diskussionen und wissenschaftliche Untersuchungen an. So wurde z. B. auf Basis der ZVE 2012/13 im Zweiten Gleichstellungsbericht der Bundesregierung der Gender Care Gap berechnet. Der Gender Care Gap zeigt den unterschiedlichen Zeitaufwand, den Männer und Frauen für unbezahlte Care-Arbeit wie die Kinderbetreuung oder die Pflege Angehöriger aufbringen. Nach den Daten der ZVE 2012/13 haben Frauen durchschnittlich täglich 52,4 Prozent mehr Zeit für unbezahlte Care-Arbeit verwendet als Männer. Da der vollständige Tagesablauf über 24 Stunden erfasst wird, liefert die ZVE aber auch Erkenntnisse zu einer Vielzahl anderer Themenschwerpunkte wie beispielsweise zur Zeitverwendung älterer Menschen, zu Mobilität oder Arbeitszeitarrangements.
Die regelmäßige Wiederholung der Befragung erlaubt für die einzelnen Themen auch Aussagen zur zeitlichen Entwicklung. Da es auch in anderen Mitgliedsstaaten der Europäischen Union (EU) Zeitverwendungserhebungen (Time Use Survey, TUS) gibt, sind zudem Vergleiche der Ergebnisse für Deutschland mit den Ergebnissen anderer Länder möglich.

## Durchführung der Befragung
Die ZVE ist eine freiwillige amtliche Haushaltsbefragung. Sie wird vom Statistischen Bundesamt in Zusammenarbeit mit den Statistischen Ämtern der Länder durchgeführt. Zur Vermeidung saisonaler Verzerrungen erfolgt die Erhebung über einen Zeitraum von 12 Monaten. Die Stichprobe umfasste bei den ersten drei Erhebungen (1991/92, 2001/02 und 2012/13) rund 5.000 Haushalte. Ab der ZVE 2022 können nach dem ZVEG bis zu 15.000 Haushalte befragt werden. Es handelt sich dabei um eine Quotenstichprobe. Interessierte Haushalte können sich für eine Teilnahme anmelden und werden dann nach einem Quotenplan ausgewählt. Die Grundgesamtheit der Haushalte wird dabei für jedes der 16 Bundesländer nach vorgegebenen Quotierungsmerkmalen (Haushaltstyp, soziale Stellung der Haupteinkommensperson) gegliedert. Die gewonnenen Daten werden anhand des Mikrozensus auf alle Privathaushalte in Deutschland hochgerechnet.
Um die Zeitverwendung möglichst exakt abzubilden, halten alle Personen ab zehn Jahren in den ausgewählten Haushalten an jeweils drei vorgegebenen Tagen (zwei Tage im Zeitraum Montag bis Freitag und ein Wochenendtag) ihren Tagesablauf in einem Tagebuch fest. Das Tagebuch kann sowohl in Papierform als auch bei der ZVE 2022 voraussichtlich digital per App geführt werden. Die Teilnehmenden beschreiben sowohl ihre Hauptaktivitäten als auch gleichzeitige Aktivitäten, die nebenher erfolgen (Nebenaktivitäten). Auch Wegezeiten und die dafür verwendeten Verkehrsmittel werden eingetragen. Zusätzlich geben die Befragten an, mit wem die Zeit verbracht wurde. Jeder Anschreibetag schließt mit Fragen zur subjektiven Einschätzung des konkreten Tagesverlaufs. Hier geben die Befragten an, welche Tätigkeiten die größte und welche keine Freude gemacht haben und wofür sie sich mehr Zeit gewünscht hätten. Um die vielen verschiedenen Tagebucheintragungen für die Datenauswertung zu vereinheitlichen, wird ein Aktivitätenverzeichnis für die Datenerfassung genutzt.
Zusätzlich macht jeder teilnehmende Haushalt in einem Haushaltsfragebogen Angaben über die Zusammensetzung des Haushalts, die Wohnsituation, das Einkommen, von privater Seite erhaltene Unterstützungsleistungen sowie zu Betreuungs- und Bildungsangeboten, die von Kindern unter zehn Jahren in Anspruch genommen werden. Alle Haushaltsmitglieder ab zehn Jahren füllen einen Personenfragebogen aus, in dem Informationen über ihre persönliche Situation abgefragt werden, beispielsweise über Erwerbsbeteiligung, Bildung, ehrenamtliches und freiwilliges Engagement sowie Hilfeleistungen für andere Haushalte. Daneben enthält der Personenfragebogen auch Fragen zum subjektiven Zeitempfinden.
Die nächste ZVE findet von Januar bis Dezember 2022 statt.